# أليخاندرو كارمونا
أليخاندرو كارمونا مواليد 14 يونيو 1983 في بورتوريكو، هو لاعب كرة سلة بورتوريكي. بدأ مسيرته الاحترافية في سنة 2005. يلعب في الدوري الدومينيكاني لكرة السلة. يحمل الرقم 25. لعب سابقا في دوري الرابطة الوطنية لفئة التطوير ودوري بورتوريكو لكرة السلة.

## روابط خارجية
- أليخاندرو كارمونا على موقع الاتحاد الدولي لكرة السلة (الإنجليزية)
- أليخاندرو كارمونا على موقع كرة السلة الأوروبية.كوم (الإنجليزية)
- أليخاندرو كارمونا على موقع ريلجم (الإنجليزية)
- أليخاندرو كارمونا على موقع بروبوليرز (الإنجليزية)
- أليخاندرو كارمونا على موقع سبورتس رفرنس (الإنجليزية)